# Kaliumhydroxide
Kaliumhydroxide is een anorganische verbinding van kalium, met als brutoformule KOH. De stof komt voor als een witte hygroscopische vaste stof, die zeer corrosief is voor de huid en de ogen. De INCI-naam is Potassium Hydroxide.

## Synthese
De meest gebruikelijke productiemethode is de elektrolyse van een oplossing van kaliumchloride. Hierbij ontstaat een oplossing van kaliumhydroxide die ingedampt kan worden. Bij de elektrolyse komt ook waterstofgas en chloorgas vrij:
{\displaystyle {\ce {2 KCl + 2 H2O -> 2 KOH + H2 ^ + Cl2 ^}}}

## Eigenschappen en reacties
De stof lost onder grote warmteontwikkeling in water op tot kaliloog en waarbij het hydroxide-ion verantwoordelijk is voor de sterke basische eigenschappen van de stof. Doordat het zo'n sterke base is, verdringt het zwakkere basen uit hun zouten.
Kaliumhydroxide reageert net als alle alkali-hydroxides met koolstofdioxide uit de lucht tot een carbonaat (kaliumcarbonaat) en moet daarom in een afgesloten verpakking worden bewaard.
{\displaystyle {\ce {2 KOH + CO2 -> K2CO3 + H2O}}}
Kaliumhydroxide tast aluminium aan onder vorming van waterstofgas:
{\displaystyle {\ce {2Al + 2KOH + 6H2O -> 2K [Al(OH)4] + 3H2 ^}}}

## Toepassingen
In zuivere vorm wordt kaliumhydroxide gebruikt als reinigingsmiddel, ontsmettingsmiddel, verfafbijtmiddel en gootsteenontstopper. In de meeste gevallen echter wordt voor deze toepassingen het goedkopere natriumhydroxide gebruikt.
Kaliumhydroxide wordt gebruikt voor de verzeping van vetten waarbij zachte zeep ontstaat. Het E-nummer is E525. In cosmetica wordt het toegepast als ontharingsmiddel, verwekingsmiddel en om de pH te verhogen. Ook de voedingsindustrie gebruikt de stof om de pH in sommige producten te verhogen.
De verbinding wordt gebruikt bij de productie van zonnepanelen met siliciumtechnologie. In alkalinebatterijen wordt ze benut als elektrolyt. Verder wordt kaliumhydroxide gebruikt voor de productie van diverse kaliumverbindingen.

### Geneeskunde
In de gynaecologie wordt de stof gebruikt voor de diagnose van bacteriële overgroei van de vagina. Enkele druppels kaliumhydroxide-oplossing geven een typische visgeur af bij een positieve test. Deze test wordt ook wel een aminetest genoemd. Indien de test positief is, is er sprake van vluchtige aminen die de typische rottende vislucht afgeven. Verder kunnen in een KOH-preparaat ook hyfen van de candida vaginalis aangetoond worden.

### Lijkbezorging
In Canada en sommige staten in de Verenigde Staten is het mogelijk om als alternatieve uitvaarttechniek een stoffelijk overschot te resomeren. Dit wordt ook wel biocrematie genoemd. Het lichaam wordt onder verhoogde druk en temperatuur ontbonden in een waterige oplossing van kaliumhydroxide. Het proces duurt ongeveer drie uur en wat er overblijft is vloeistof en botmateriaal. De vloeistof kan in het riool en de botten kunnen worden vermalen.